# Dino Provenzal
Dino Provenzal (Livorno, 27 dicembre 1877 – Voghera, 11 aprile 1972) è stato uno scrittore italiano.
È noto anche con gli pseudonimi di Lorenzo Vandip, Il professor Quattr'occhi, Onid (palindromo di Dino).

## Biografia
Nato da famiglia di origini ebraiche, figlio di Aristide e di Emilia Carpi, a otto anni perse il padre. 
Fu allievo, al liceo, di Giovanni Pascoli e studiò letteratura prima all'Università di Pisa e poi a quella di Firenze, dove si laureò nel 1900 con una tesi, I riformatori della bella letteratura italiana, che ebbe la dignità di stampa. 
Insegnò, poi, in numerose scuole superiori, a Verona, a Finale Emilia, a Velletri e a Perugia e fu bibliotecario nella Biblioteca Nazionale di Torino. Proprio in questo periodo, inoltre, era già in relazione con numerosi letterati italiani, fra i quali Giovanni Marradi, Arturo Graf, Silvio Spaventa Filippi e Ada Negri.
Nel 1906 sposò Lavinia Barteletti, dalla quale ebbe, l'anno successivo, la figlia Emilia; mentre insegnava a Messina, rischiò proprio la morte della moglie e della figlia nel terremoto di Messina del 1908. Dal 1909 al 1914 insegnò alla Scuola normale di Napoli, ove nacquero i figli Nella (1909) e Alessandro (1914).
Dal 1909 al 1912 scrisse per il Corriere dei Piccoli, tenendovi una rubrica di racconti e fiabe e dal 1910 iniziò la sua collaborazione anche con il quotidiano La Voce, di Firenze, fondato da Giuseppe Prezzolini e nel 1919 con il Giornalino della Domenica, fondato da Luigi Bertelli (Vamba). 
Fu quindi preside a Catanzaro, poi a Teramo, poi ancora a Siena, ove presiedette dapprima la Scuola normale e poi l'Istituto magistrale. Nel 1926, intanto, si convertì al cattolicesimo e nel 1927 compì un pellegrinaggio in Terrasanta.
Preside a Sondrio dal 1926 al 1930, divenne preside al ginnasio "Severino Grattoni" di Voghera, ma tra il 1938 e il 1945 subì l'epurazione del regime fascista a seguito delle leggi razziali, che lo costrinse a lasciare la scuola: tuttavia, per sfuggire alla persecuzione e continuare a scrivere, si avvaleva degli pseudonimi di Marcello, Luigi d'Arles e Lapisturchino e si faceva spedire la posta presso la Biblioteca Ricottiana di Voghera o presso le stesse case editrici che pubblicavano i suoi scritti. 
Dopo la Liberazione, a fine 1946 e per pochi mesi, fu direttore del quotidiano Il Tirreno; nello stesso 1946 apprese che il fratello Federico era deceduto nel Campo di concentramento di Auschwitz. 
Nel 1948 andò definitivamente in pensione, dedicandosi alle opere letterarie fino alla morte, a Voghera, l'11 aprile 1972.
Voghera, nel 1976, gli intitolò la piazzetta prospiciente la Chiesa di San Rocco e, nel 1983, la Scuola Elementare del rione Pombio.

## Opere
- I riformatori della bella letteratura italiana, Rocca S. Casciano, Cappelli, 1900.
- Scipione Maffei e Gerolamo Tartarotti a Roma nel 1739, Teramo, Rivista Abruzzese, 1900.
- Una polemica diabolica nel sec. XVIII, Rocca S. Casciano, Cappelli, 1901.
- Di un carteggio inedito di M. Zanotti Rovereto, Grandi, 1902.
- Quando furono scritte le satire di L. Adinari, Rovereto, Grandi, 1902.
- La vita e le opere di L. Adinari, Rovereto, Grandi, 1902.
- L'ultima festa nuziale in casa Danti, Rovereto, Grandi, 1902.
- Il terremoto di Messina, Bologna ed. Polig. Emuiliano, 1909.
- Dizionarietto dei nomi propri della Commedia e del Canzoniere, Livorno, Giusti, 1910.
- Le vicende di un Toscano, Roma, Tipografia Manuzio, 1911.
- Dizionarietto degli scrittori italiani, Livorno, Giusti, 1911 (IV edizione 1932).
- Le passeggiate di Bardalone, Rocca S. Casciano, Cappelli, 1912 (II edizione con l'aggiunta di Coenobium, Roma, La Voce, 1920).
- Usanze e feste del popolo italiano, Bologna, Zanichelli, 1912.
- Una ghirlandetta di spropositi, Rocca S. Casciano, Cappelli, 1913.
- Antonio Fogazzaro, Roma, Bontempelli, 1913.
- Insegne popolari napoletane, Roma, Bontempelli, 1913.
- Il libro del giudizio, Milano, Istituto editoriale italiano, 1915.
- I ragazzi e la loro educazione nei proverbi, Catania, Battiato, 1916.
- Manuale del perfetto professore, Rocca S. Casciano, Cappelli, 1916 (V edizione con l'aggiunta di Carta bollata da due lire, Milano, Cavallotti, 1945).
- Le tre noci, Ostiglia, Mondadori, 1917.
- La chiave magica, Ostiglia, Mondadori, 1918.
- Tre raggi di sole, Rocca S. Casciano Cappelli, 1918.
- Carta bollata da due lire, Firenze, Vallecchi, 1919.
- Una vittima del dubbio: Leonida Andreieff, Roma, Bilycnis, 1919.
- Ascensione eroica, Roma, Bilycnis, 1919.
- Un cercatore di Dio: Mario Pilo, Roma, Bilycnis, S.D..
- Uomini, donne e diavoli, Milano, Treves, 1919.
- Sette martiri, Roma, L'Agave, 1919.
- Ex morte vita, Teramo, Tipografia del Lauro, 1919 (II edizione, 1920).
- Italia chiamò, Teramo Tipografia del Lauro, 1920.
- Il grappolo d'oro, (in collaborazione con Olindo Giacobbe) per le scuole elementari, Palermo, Ires, 1923.
- Un avventuriero eretico del seicento: Giuseppe Francesco Borri, Roma Bilycnis, 1925.
- Quei che va di notte, Roma, Bilycnis, 1925.
- La capitale del mondo, Livorno, Pasquini, 1927.
- I cenci della nonna, Firenze, La Voce, 1920 (II edizione, 1935).
- La città delle belle scale, Firenze, La Voce, 1920.
- Lina m'aveva piantato, Firenze, La Voce, 1922.
- Il Dante dei piccoli, Firenze, La Voce, 1922. (V edizione, Torino, Paravia, 1946).
- Il gomitolo delle novelle, Torino, Società editrice internazionale, 1924.
- Almanacco toscano, (in collaborazione con Bice Chini), Trieste, Società ed. libraria, 1925.
- Lettere all'Adele di Carlo Bini, (edite in collaborazione con Adolfo Mangini), Roma, Formiggini, 1926.
- In Terrasanta, Sondrio, Mervio, 1927.
- Il libro del diavolo, Milano, La Cardinal Ferrari, 1928.
- Un uomo con dieci pollici, Pistoia, Grazzini, 1929.
- L'acqua che canta, Torino, Paravia, 1930.
- Gli gnomi dispettosi, Brescia, La Scuola, 1931.
- Le più belle pagine di Carlo Bini, Milano, Treves, 1932.
- Un po' di buon vento, Torino, Paravia, 1933.
- Dizionario umoristico, Milano, Hoepli (I edizione), 1935.
- Grammatica Italiana per le scuole medie inferiori, Milano, Mondadori, 1936.
- Novelle Italiane - Dagli albori della letteratura ai giorni nostri con profili biografici, analisi estetiche e note esplicative, Napoli, Rondinella, 1936.
- Commento alla Divina Commedia, Milano, 1937.
- Commento ai Promessi Sposi, Milano, 1938.
- Commento al Decamerone, Milano, 1938.
- Case editrici italiane, Ceschina, Roma, Formiggini, 1938.
- Coi pargoli innocenti, Milano, Cavallotti, 1945.
- Jus murmurandi, Milano, Cavallotti, 1946.
- Ricordi mazziniani, Rivanazzano, Tipografia Noè e Rebollini, 1948.
- Itala, Livorno, Rivista di Livorno, 1952.
- Dizionario delle immagini, Milano, Hoepli, 1953.
- Dizionario delle voci, Milano, Hoepli, 1957.
- Perché si dice così, Milano, Hoepli, 1958.
- L'arte di scrivere le lettere, Milano, Hoepli (V edizione), 1961.
- Dizionario della maldicenza, Milano, Ceschina, 1965, (I ed., Milano, Hoepli, 1967).
- Curiosità e capricci della lingua italiana, Torino, 1962. (II ed., Milano Ceschina, 1967).
- Il ventennio, Milano, Centro Ed. dell'Osservatore, 1963.
- Dei sonetti contro il Cosmico attribuiti al Pistoia, Estratto dal Bullettino storico Pistoiese, fascicolo IV, S..d..
- Caratteri dei Sepolcri, Roma, Nuova Antologia, 1964.
- Conversazioni linguistiche: Storia e magie delle parole, Milano, Le stelle, 1967
- Edizioni scolastiche delle Poesie del Giusti, (Firenze, La Voce), della Divina Commedia, dell'Ettore Fieramosca e delle Memorie goldoniane, Mondadori, Milano.

## Fonte
- LombardiaBeniCulturali